# 徐善 (正統進士)
徐善（1407年—？），字文善，浙江處州府縉雲縣人，民籍。明朝政治人物。同進士出身。

## 生平
正統三年（1438年）戊午科浙江鄉試第十五名。正統七年（1442年）壬戌科會試第一百十四名，殿試登進士第三甲第三十四名。

## 家族
曾祖徐仲矩。祖父徐景昃。父徐得達。